# Grabmal J. Hakenmüller

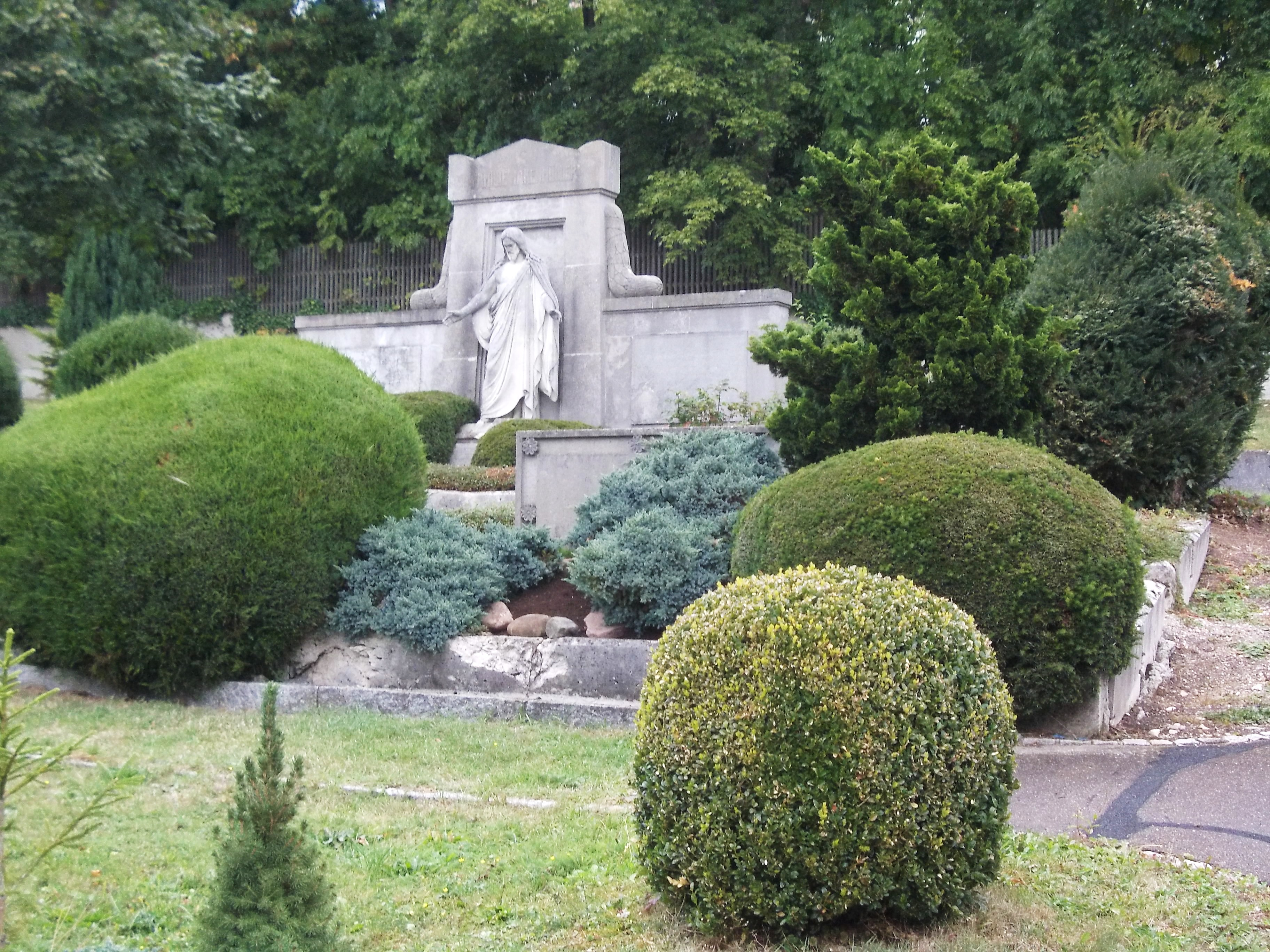
Familiengrab Hakenmüller (2017)

Das Grabmal J. Hakenmüller befindet sich auf dem Friedhof Markenhalde im Stadtteil Tailfingen von Albstadt im Zollernalbkreis in Baden-Württemberg. Es wurde 1921 vom Stuttgarter Steinbildhauer Kurt Fanghänel ausgeführt. Die Terrassen wurden 1948 als Teil einer Neuordnung durch den Stuttgarter Gartenarchitekten Hermann Aldinger ergänzt. Die Ausführung erfolgte durch die Naturstein-Firma Albert Burrer aus Maulbronn. Das Grabmal steht unter Denkmalschutz.
Das Zentrum der Grabwand bildet eine Skulptur, bei der es sich um eine originalgroße Kopie einer Figur des auferstandenen Jesus des dänischen Bildhauers Bertel Thorvaldsen handelt.
Zwei Schrifttafeln zitier(t)en Jesaja 54, 10:
- Es sollen wohl Berge weichen und Hügel hinfallen, aber meine Gnade soll nicht von dir weichen, und der Bund des Friedens soll nicht hinfallen, spricht der Herr, Dein Erbauer. (linke Tafel)

und Johannes 11, 26:
- Ich bin die Auferstehung und das Leben. Wer an mich glaubt, wird leben, ob er gleich stürbe. Und wer da lebt und glaubt an mich, wird nimmermehr sterben. (rechte Tafel)

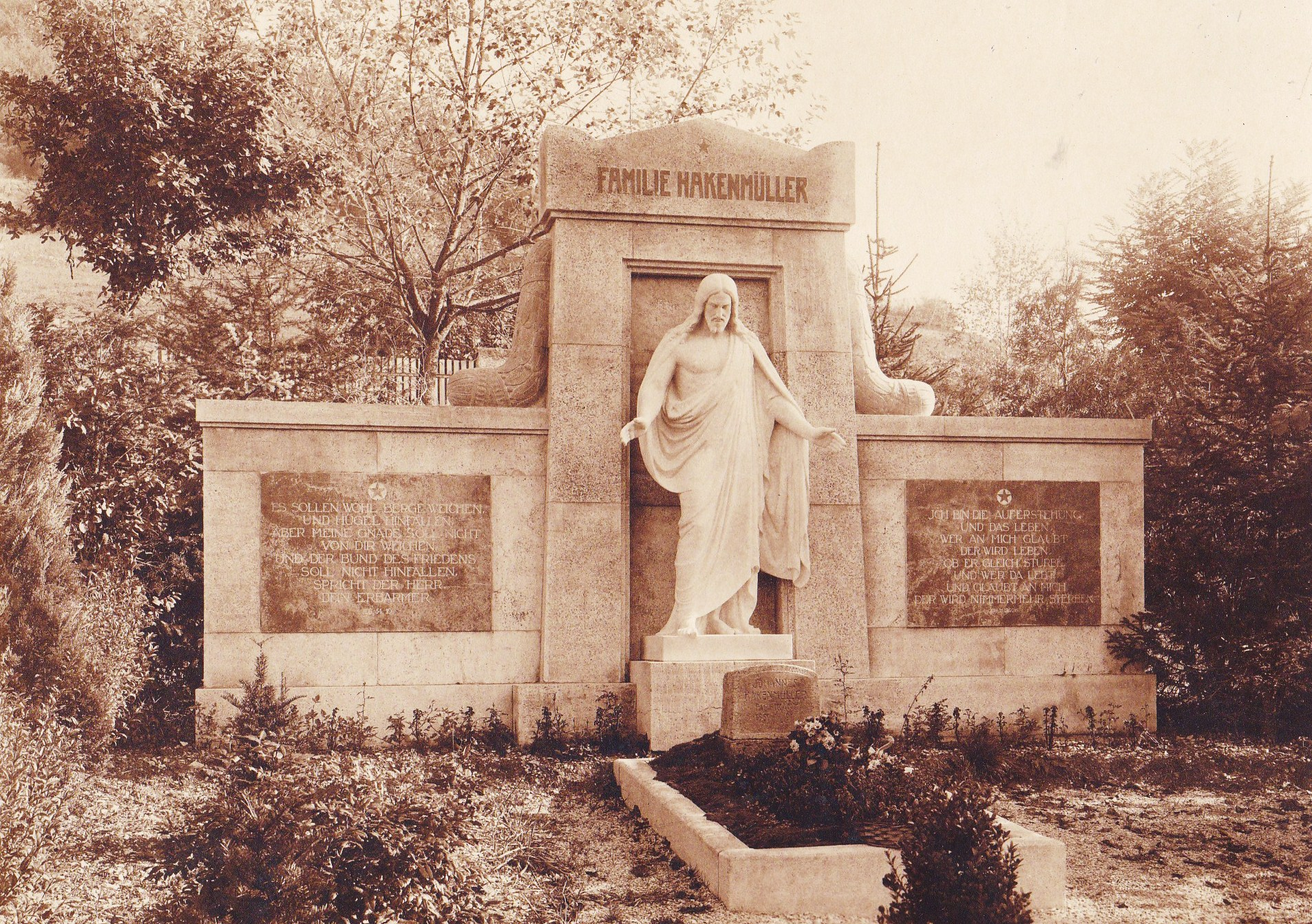

Begraben sind davor im oberen Feld von links nach rechts Carl und Lina Hakenmüller, in der Mitte Johannes und Luise Hakenmüller, und rechts Paul und Helene Hakenmüller.
Die Steine der zusätzlich mit Stufen und Umrandungen vollendeten Grabanlage bestehen aus stark witterungsbeständigem Travertin aus einem Steinbruch in Maulbronn (Württemberg). Genau von dort kommen und aus solchem Material bestehen auch  Sitzbänke und Säulen des Berliner Olympiastadion von 1936, das Julius Hakenmüller bewusst zum Vorbild nahm. Er war Anhänger der olympischen Bewegung und ließ sich auch über das Eingangsportal zu seinem 1935 erbauten Wohnhaus an der Panoramastraße in Tailfingen aus Messing die fünf olympischen Ringe vergoldet und verwoben mit den Initialen seines Namens anbringen.
Sein Vater Johannes hatte für die im Jahr 1907 eingeweihte Tailfinger Pauluskirche ein Glasfenster gestiftet, das den auferstandenen Christus zeigt. Deshalb kann davon ausgegangen werden, dass Julius mit der Auswahl der betreffenden Skulptur von Thorwaldsen dem Wunsch seines Vaters gefolgt ist.